# Operatie Niwi
Operatie Niwi was een Duitse luchtlandingsoperatie, als onderdeel van Fall Gelb, de invasie van de Lage Landen in mei 1940. Zo'n vierhonderd Duitse soldaten zouden 60 km achter de linies afgezet worden door kleine verkenningsvliegtuigjes en daardoor de opmars van de Duitse hoofdmacht door de Ardennen vergemakkelijken. De operatie op zich verliep succesvol, maar het onvermoede eindresultaat was negatief. De naam van de operatie was afgeleid van de namen van de dorpjes die het doelwit waren: Nives en Witry.

## Inleiding
De definitieve plannen voor de Duitse aanval in het westen in 1940, Fall Gelb, voorzagen in een hoofdaanval door de Ardennen, door Luxemburg en België. In totaal zeven Duitse pantserdivisies zouden hier de speerpunt vormen. Gezien de moeilijkheid van het terrein voor de doortocht van gepantserde colonnes, werd door de Duitse legerleiding uitgekeken naar een mogelijkheid dit te verbeteren. Het 19e Gemotoriseerde Korps onder bevel van General der Panzertruppe Heinz Guderian zou op 10 mei 1940 door de Ardennen oprukken richting de Maas bij Sedan. Het was belangrijk om de wegen ten oosten van Neufchâteau open te houden en een eventuele Franse opmars te vertragen.

## Plannen en in te zetten eenheden
De leider van de Duitse Luftwaffe, Hermann Göring, kwam met het idee om met een luchtlandingsoperatie op touw te zetten. Maar aangezien het merendeel van de luchttransportcapaciteit bij Heeresgruppe B ingezet werd, moest een andere oplossing bedacht worden. Hiervoor werd de Aufklärungsgruppe (H) 156 speciaal gevormd, bestaande uit zo’n 130 Fieseler Fi 156s en drie Junkers Ju 52/3m. Deze eenheid stond onder bevel van Major Otto-Lutz Förster en werd gelegerd in Crailsheim en vanaf begin mei 1940 op het vliegveld van Bitburg.
De Duitse troepen die geselecteerd waren, kwamen van het 3e bataljon van Infanterieregiment (mot.) Großdeutschland (III./IR Großdeutschland). Dit waren de bataljonsstaf, de 10e  en 11e compagnie end delen van de 12e (zware machinegeweer)compagnie. Aangezien de troepen ver achter de linies gedropt zouden worden, werden ze uitgerust met extra antitangeweren. De bevelhebber van het bataljon was Oberstleutnant Eugen Garski. De troepen zouden door de Fieseler Storch’s afgezet worden bij de Belgische dorpen Nives en Witry in de Ardennen. Bij Nives zouden 42 Storch’s landen met 160 man en bij Witry 56 Storch’s met 240 man. Het 19e Gemotoriseerde Korps ten slotte bestond uit de 1e, 2e en 10e Pantserdivisies plus Infanterieregiment (mot.) Großdeutschland. Die zouden door de Ardennen oprukken.
De Belgische troepen in het gebied bestonden uit onderdelen van het 1e Regiment Ardense Jagers onder bevel van Kolonel Robert Deschepper. Deze troepen zouden in de Belgische verdedigingsplannen slechts vertragingsgevechten moeten uitvoeren en vernielingen aanrichten om de Duitse opmars te vertragen. De Ardense jagers beschikten wel over enkele lichte T15 tanks en T13 tankjagers. 
De Fransen hadden als deel van hun plannen een vertragingsactie in de Ardennen voorzien en hiervoor zouden enkele cavaleriedivisies snel oprukken vanuit de Franse linies. Eén van deze divisies was de 5e Division légère de cavalerie (5e DLC) onder bevel van Général de division Jacques Chanoine. Deze divisie beschikte over gepantserd materieel in de vorm van 17 Panhard 178 pantserwagens en 16 Hotchkiss H35 lichte tanks.

## Het verloop van de strijd
In de ochtend van 10 mei 1940, om 05:20, startten de Fieseler Fi 156 “Storchs” vanaf de luchthavens van Dockendorf en Bitburg. De groep die naar Nives moet, staat onder bevel van Hauptmann Walter Krüger. De groep voor Witry onder bevel van Garski zelf. Om 05:50, bij het overvliegen van de Luxemburgs-Belgische grens, gaat het mis. De groep voor Nives (de noordelijke groep) werd door handvuurwapens vanaf de grond beschoten en daarop verloren de toestellen de oriëntering en vlogen in de verkeerde richting verder. De zuidelijke groep (voor Witry) verloor de samenhang door mistbanken, kwam daar uit en sloot zich per abuis bij de verkeerd vliegende noordelijke groep aan. Het gevolg was dat slechts vijf vliegtuigen met tien man (waaronder Garski) op de juiste plaats bij Witry landden. Maar het grootste deel van de 1e golf landde uiteindelijk bij Léglise, zo’n 15 km zuidelijk van Nives en 9 km zuidelijk van Witry. Krüger confisqueerde enkele vrachtwagens, maar bij het verlaten van Léglise kwam zijn groep onder vuur van delen van de 10e Compagnie Ardense Jagers, die ook beschikten over twee T15 tanks. Daarop besloot Krüger te voet richting het noorden te trekken. Wel waren beide T15’s uitgeschakeld. Garski had intussen met zijn paar man wel een wegblokkade opgezet bij Witry op de weg naar Neufchâteau en sneed ook de telefoonverbindingen door. Om 06:40 werd de Franse 5e DLC gealarmeerd en bereidde zich voor om België binnen te vallen.
Om 08:00 landde zoals gepland de tweede golf in Witry. Vijf minuten later landde de tweede golf landt zoals gepland in Nives. Deze groep kon natuurlijk nergens de eerste golf vinden. Daarop besloot de leider van deze groep, Leutnant Andreas Obermeier, onmiddellijk een blokkade te vormen op de weg die Bastenaken met Neufchâteau verbindt. Intussen was de voorhoede van de 1e Pantserdivisie al een behoorlijk eind door de Ardennen opgerukt en bereikte om 08:30 Martelange. Daar werd die Vorausabteilung zo’n twee uur tegengehouden en daarmee opgehouden door de 4e Compagnie Ardense Jagers.
Om 09:30 landde  vervolgens een derde golf met versterkingen bij Nives. Tegelijkertijd komen de eerste verkenningseenheden van de 5e DLC aan in Neufchâteau. Om 10:00 landde een derde golf bij Witry, en kreeg daarmee ook versterking van mortieren. Dat was nuttig, want een half uur later organiseerden de Belgen een offensieve patrouille bij de toegang van Witry, ondersteund door een T13, maar deze aanval werd afgeslagen door de Duitsers. Om 12:00 schoten mannen van de 5e DLC schoten een Fiesler Fi 156 en een Junkers Ju 52 neer, die waren gekomen om de mannen van Garski te bevoorraden. En een half uur later trok de 1e Pantserdivisie Wisembach binnen, net voor Bodange. In Bodange werd de pantserdivisie tegengehouden door de 5e Compagnie Ardense Jagers onder bevel van kapitein-commandant Briquart. Deze compagnie had bevel gekregen om terug te trekken, maar door de doorgesneden telefoonkabels bij Witry kwam dit bevel nooit bij Briquart aan. Hij ging daarop de strijd aan, geholpen door een enkele T13. Dit was succesvol, want pas rond 17:00 slaagden de Duitsers erin Bodange in te nemen, maar de compagnie gaf zich pas om 19:00 over. De compagnie verloor daarbij 11 doden (waaronder Briquart) en 24 gewonden. De Duitsers leden ongeveer 100 man verliezen en hadden bijna de hele dag verloren.
Intussen was kort na 13:00 Krüger eindelijk erin geslaagd Witry te bereiken. Terzelfdertijd lanceerde de 10e Compagnie Ardense Jagers, ondersteund door 4 T13’s, vanuit de richting Bastenaken een aanval op de wegversperring bij Nives. Deze aanval werd afgeslagen. Rond 15:00 bereikte de Duitse 2e Pantserdivisie het plaatsje Strainchamps, maar werd daar ongeveer drie uur tegengehouden door een peloton van de 5e Compagnie Ardense Jagers. Om 17:30 ten slotte bereikten de voorste elementen van de 1e Pantserdivisie Fauvillers en maakten daar contact met de mannen van Garski uit Witry. Rond 20:00, viel kapitein Fontant van een verkenningseenheid (DSE) van de 5e DLC aan richting de wegversperring bij Nives. Hij beschikte over twee pelotons motorrijders, vier pantserwagens en negen lichte tanks, waaronder drie Hotchkiss H35. Dat was te veel voor het detachement van Obermeier en hij trok zich terug in de bossen bij Nives, maar ook de Fransen drongen niet door de versperring en trokken zich terug.

## Nasleep, verliezen en conclusie
In deze korte, eendaagse inzet, leed de eenheid van Oberstleutnant Garski aan verliezen 9 doden, 7 gewonden en 3 vermisten. In totaal gingen 16 Fi 156s and 2 Junkers Ju 52/3 verloren. De meeste van deze 16 Storchen gingen verloren bij mislukte landingen. Voor hun heldhaftige inzet werden 46 Duitsers beloond met een IJzeren Kruis, 1e of 2e Klasse. Garski kreeg als enige het Ridderkruis.
De Belgische verliezen zijn niet duidelijk, maar Garski nam wel 6 officieren en 76 Ardense Jagers gevangen.
Aufklärungsgruppe (H) 156 werd op 12 mei 1940 al weer ontbonden.
Hoewel de operatie duidelijk geslaagd leek, was in feite het tegenovergestelde bereikt. De opzet was om de doortocht van de Duitse pantsertroepen door de Ardennen te vergemakkelijken. Maar door het doorsnijden van de telefoonverbindingen, resulterend in het niet ontvangen van het terugtocht bevel aan  kapitein-commandant Briquart, volharde deze in een dappere strijd tegen de Duitse 1e Pantserdivisie. Dit resulteerde voor deze divisie in een ongewenst verlies van bijna een hele dag.